# Rury Andhani
Rury Andhani  – indonezyjska brydżystka z tytułem World Master w kategorii Kobiet (WBF).

## Wyniki brydżowe

### Olimpiady
Na olimpiadach uzyskała następujące rezultaty:
| Olimpiady brydżowe. Zawody teamów | Olimpiady brydżowe. Zawody teamów | Olimpiady brydżowe. Zawody teamów | Olimpiady brydżowe. Zawody teamów | Olimpiady brydżowe. Zawody teamów | Olimpiady brydżowe. Zawody teamów |
| Rok                               | Miejsce                           | Zawody                            | Kategoria                         | Drużyna                           | Pozycja                           |
| --------------------------------- | --------------------------------- | --------------------------------- | --------------------------------- | --------------------------------- | --------------------------------- |
| 2008                              | Pekin                             | 1. Olimpiada Sportów Umysłowych   | Juniorzy                          | Indonesia                         | 11                                |

| Olimpiady brydżowe. Zawody Par | Olimpiady brydżowe. Zawody Par | Olimpiady brydżowe. Zawody Par       | Olimpiady brydżowe. Zawody Par | Olimpiady brydżowe. Zawody Par | Olimpiady brydżowe. Zawody Par |
| Rok                            | Miejsce                        | Zawody                               | Kategoria                      | Partner                        | Pozycja                        |
| ------------------------------ | ------------------------------ | ------------------------------------ | ------------------------------ | ------------------------------ | ------------------------------ |
| 2008                           | Pekin                          | 1 Światowe Zawody Sportów Umysłowych | Juniorzy                       | Fransisca Ariyani              | 140                            |

| Olimpiady brydżowe. Zawody Indywidualne | Olimpiady brydżowe. Zawody Indywidualne | Olimpiady brydżowe. Zawody Indywidualne | Olimpiady brydżowe. Zawody Indywidualne | Olimpiady brydżowe. Zawody Indywidualne |
| Rok                                     | Miejsce                                 | Zawody                                  | Kategoria                               | Pozycja                                 |
| --------------------------------------- | --------------------------------------- | --------------------------------------- | --------------------------------------- | --------------------------------------- |
| 2008                                    | Pekin                                   | 1 Olimpiada Sportów Umysłowych          | Juniorzy                                | 173                                     |

### Zawody światowe
W światowych zawodach zdobyła następujące lokaty:
| Mistrzostwa Świata. Konkurencja teamów | Mistrzostwa Świata. Konkurencja teamów | Mistrzostwa Świata. Konkurencja teamów | Mistrzostwa Świata. Konkurencja teamów | Mistrzostwa Świata. Konkurencja teamów | Mistrzostwa Świata. Konkurencja teamów |
| Rok                                    | Miejsce                                | Zawody                                 | Kategoria                              | Drużyna                                | Pozycja                                |
| -------------------------------------- | -------------------------------------- | -------------------------------------- | -------------------------------------- | -------------------------------------- | -------------------------------------- |
| 2014                                   | Sanya                                  | 14. Seria Mistrzostw Świata            | Kobiety                                | Pertamina Ep                           | 3                                      |
| 2013                                   | Nusa Dua                               | 41. Mistrzostwa Świata Teamów          | Trans                                  | Ina Ladies Djarum LA                   | 16                                     |
| 2013                                   | Nusa Dua                               | 41. Mistrzostwa Świata Teamów          | Kobiety                                | Indonesia                              | 12                                     |
| 2010                                   | Filadelfia                             | 13. Seria Mistrzostw Świata            | Miksty                                 | Djarum                                 | 52                                     |
| 2010                                   | Filadelfia                             | 13. Seria Mistrzostw Świata            | Kobiety                                | Indonesia Djarum                       | 9                                      |

| Mistrzostwa Świata. Konkurencja par | Mistrzostwa Świata. Konkurencja par | Mistrzostwa Świata. Konkurencja par | Mistrzostwa Świata. Konkurencja par | Mistrzostwa Świata. Konkurencja par | Mistrzostwa Świata. Konkurencja par |
| Rok                                 | Miejsce                             | Zawody                              | Kategoria                           | Partner                             | Pozycja                             |
| ----------------------------------- | ----------------------------------- | ----------------------------------- | ----------------------------------- | ----------------------------------- | ----------------------------------- |
| 2010                                | Filadelfia                          | 13. Mistrzostwa Świata              | Kobiety                             | Suci Amita Dewi                     | 46                                  |

## Klasyfikacja
- Rury Andhani – klasyfikacja WBF (ang.)